# Raionul Cernova, județul Ananiev
Raionul Cernova a fost unul din cele șase raioane ale județului Ananiev din Guvernământul Transnistriei între 1941 și 1944.